# Artjom Michailowitsch Karpukas
Artjom Michailowitsch Karpukas (russisch Артём Михайлович Карпукас; * 13. Juni 2002 in Bijsk) ist ein russischer Fußballspieler.

## Karriere

### Verein
Karpukas begann seine Karriere bei Lokomotive Moskau. Zur Saison 2021/22 rückte er in den Kader des drittklassigen Farmteams Lokomotive-Kasanka Moskau. Für Kasanka kam er bis zur Winterpause zu acht Einsätzen in der Perwenstwo PFL. Im März 2022 stand der Defensivmann erstmals im Profikader der Moskauer. Sein Debüt in der Premjer-Liga gab er dann im April 2022 gegen den FK Sotschi. Bis zum Ende der Saison 2021/22 spielte er sechsmal im Oberhaus.

### Nationalmannschaft
Karpukas spielte im September 2022 zum ersten Mal für die russische U-21-Nationalmannschaft. Im November 2022 stand er erstmals im Kader des A-Nationalteams, kam aber noch nicht zum Einsatz. Im September 2023 gab er dann in einem Testspiel gegen Katar sein Debüt in der A-Nationalmannschaft.